# 土曜LIVE
『土曜LIVE』（どようライブ）は、フジテレビで2002年4月6日から同年9月28日まで毎週土曜日10:00 - 12:55（JST）に放送されていた複合型情報番組枠。
前番組にあたる『情報プロジェクトS』と放送時間は同じだが、双方違うコンセプトを持つ情報番組で構成されたコンプレックス形式の番組枠であった。

## 番組構成
- 10:00 - 11:30 第1部『ワッツ!?ニッポン』

出演：大塚範一、望月理恵ほか
- 11:30 - 11:43 『FNNスピーク』※内包番組扱い

キャスター：智田裕一、佐藤里佳
- 11:43 - 12:55 第2部『ベスト百貨』

出演：うつみ宮土理ほか